# Kim Director
Kim Director (* 13. November 1974 in Florida) ist eine US-amerikanische Schauspielerin.

## Leben und Karriere
Kim Director machte an der Carnegie Mellon University ihren Bachelor-Abschluss im Studiengang Schauspiel. Vor ihrer Karriere als Schauspielerin arbeitete sie als Kellnerin in einem Manhattaner Restaurant.
Ihre erste Rolle erhielt Director 1998 in Spiel des Lebens vom Regisseur Spike Lee. Danach folgte 1999 Summer of Sam und 2000 Bamboozled. In beiden fungierte wieder Lee als Regisseur. Insgesamt arbeitete Director fünf Mal mit Lee zusammen. 
Director ist den meisten Leuten aber bekannt durch ihre Rolle im Film Blair Witch 2, in dem sie ein Gothic-Mädchen spielte. Um sich für diese Filmrolle vorzubereiten, besuchte sie zahlreiche Gothic-Clubs.
Director hatte auch viele kleinere Gastauftritte in Serien wie Sex and the City, Law & Order, Criminal Intent – Verbrechen im Visier und Cavemen.

## Filmografie (Auswahl)
- 1998: Spiel des Lebens (He Got Game)
- 1999: Summer of Sam
- 2000: Bamboozled
- 2000: Blair Witch 2 (Book of Shadows: Blair Witch 2)
- 2002: Unforeseen
- 2004: Tony 'n' Tina's Wedding
- 2004: She Hate Me
- 2004: Sex and the City (Fernsehserie)
- 2005: Criminal Intent – Verbrechen im Visier (Law & Order: Criminal Intent, Fernsehserie)
- 2005: Charlie's Party
- 2006: Live Free or Die
- 2006: Inside Man
- 2006: Life Is Short
- 2006: A Crime
- 2006: CSI: Miami (Fernsehserie)
- 2007–2008: Cavemen (Fernsehserie)
- 2008: Cold Case – Kein Opfer ist je vergessen (Cold Case, Fernsehserie)
- 2014: Orange Is the New Black (Fernsehserie)
- 2014: The Last American Guido
- 2016: Elementary (Fernsehserie)
- 2016: Split
- 2016: Delinquent
- 2016: Detours
- 2017–2019: The Deuce (Fernsehserie)
- 2017–2019: Nola Darling (She's Gotta Have It, Fernsehserie)
- 2019: Kensington (Fernsehfilm)
- 2020: Little America (Fernsehserie)
- 2020: InstaPsycho (Fernsehfilm)
- 2020: NOS4A2 (Fernsehserie)
- 2021: Death Rider in the House of Vampires
- 2022: Queens (Fernsehserie)
- 2022: Bridge and Tunnel (Fernsehserie)
- 2022: Blue Bloods – Crime Scene New York (Blue Bloods, Fernsehserie)